# Namibia Tri-Nation Series 2024/25
Die Namibia Tri-Nation Series 2024/25 waren vier Cricket-Turniere und Serien, die in Namibia im ODI- und Twenty20-Cricket ausgetragen wurden. Die ODI-Serien waren Bestandteil der ICC Cricket World Cup League 2 2024–2026. Am Drei-Nationen-Turniere, das zwischen dem 16. bis zum 26. September 2024 und gleich danach vom 29. September bis zum 5. Oktober stattfanden, traten neben dem Gastgeber Namibia die Nationalmannschaft der Vereinigten Arabischen Emirate und Vereinigten Staaten gegeneinander an. Zwischen dem 5. und 15. März 2025 trafen neben Namibia die Teams auf Kanada und die Niederlande. Gleich danach zwischen dem 18. und 23. März 2025 fand auch eine Twenty20-Serie zwischen Namibia und Kanada.

## Namibia Tri-Nation Series 2024/25 (September)

### Stadion
Als Austragungsort wurde das folgende Stadion ausgewählt.
| Stadion                  | Stadt    | Kapazität |
| ------------------------ | -------- | --------- |
| Wanderers Cricket Ground | Windhoek |           |
| United Cricket Ground    | Windhoek |           |

### Format
In einer Gruppe spielte jede Mannschaft gegen jede andere zwei Mal. Für einen Sieg gab es zwei, für ein Unentschieden oder No Result einen Punkt.

### Kaderlisten
Die Kader wurden kurz vor dem Turnier bekanntgegeben.
| ODI | ODI | ODI |
| Namibia | Ver. Arab. Emirate | Vereinigte Staaten |
| --- | --- | --- |
| - Gerhard Erasmus (K) - Jack Brassell - Jan Nicol Loftie-Eaton - Jan Frylinck - Shaun Fouché - Zane Green (wk) - Jean-Pierre Kotze (wk) - Malan Kruger - Dylan Leicher - Michael van Lingen - Tangeni Lungameni - Bernard Scholtz - Ben Shikongo - JJ Smit - Jan-Izak de Villiers | - Muhammad Waseem (K) - Rahul Bhatia - Rahul Chopra (wk) - Muhammad Farooq - Syed Haider (wk) - Basil Hameed - Muhammad Jawadullah - Aayan Afzal Khan - Ali Naseer - Junaid Siddique - Omid Shafi Rahman - Alishan Sharafu - Aryansh Sharma (wk) - Vishnu Sukumaran | - Monank Patel (K, wk) - Juanoy Drysdale - Andries Gous (wk) - Shayan Jahangir (wk) - Nosthush Kenjige - Milind Kumar - Sushant Modani - Yasir Mohammad - Saiteja Mukkamalla - Saurabh Netravalkar - Smit Patel (wk) - Shadley van Schalkwyk - Harmeet Singh - Jessy Singh - Utkarsh Srivastava |

### Spiele
Tabelle
| Teams              | Sp. | S | N | NR | P | NRR    |
| ------------------ | --- | - | - | -- | - | ------ |
| Vereinigte Staaten | 4   | 4 | 0 | 0  | 8 | +2.155 |
| Namibia            | 4   | 1 | 3 | 0  | 2 | +0.208 |
| Ver. Arab. Emirate | 4   | 1 | 3 | 0  | 2 | −2.502 |

Spiele
| 16. September Scorecard | Windhoek | Namibia 199-9 (50)                       | – | Vereinigte Staaten 200-4 (41.3) |

Spiel zwischen Namibia und den VAE am 20. September 2024 auf dem United Cricket Ground

|                         |          | Vereinigte Staaten gewinnt mit 6 Wickets |   |                                 |

Die Vereinigten Staaten gewannen den Münzwurf und entschieden sich als Feldmannschaft zu beginnen. Als Spieler des Spiels wurde Monank Patel ausgezeichnet.
| 18. September Scorecard | Windhoek | Ver. Arab. Emirate 106 (31.2)             | – | Vereinigte Staaten 107-0 (15.5) |
|                         |          | Vereinigte Staaten gewinnt mit 10 Wickets |   |                                 |

Die Vereinigten Staaten gewannen den Münzwurf und entschieden sich als Feldmannschaft zu beginnen. Als Spieler des Spiels wurde Jasdeep Singh ausgezeichnet.
| 20. September Scorecard | Windhoek | Namibia 313 (50)                        | – | Ver. Arab. Emirate 316-9 (49.3) |
|                         |          | Ver. Arab. Emirate gewinnt mit 1 Wicket |   |                                 |

Die Vereinigten Arabischen Emiraten gewannen den Münzwurf und entschieden sich als Feldmannschaft zu beginnen. Als Spieler des Spiels wurde Vishnu Sukumaran ausgezeichnet.
| 22. September Scorecard | Windhoek | Namibia 286-9 (50)                       | – | Vereinigte Staaten 287-3 (45) |
|                         |          | Vereinigte Staaten gewinnt mit 7 Wickets |   |                               |

Namibia gewann den Münzwurf und entschied sich als Schlagmannschaft zu beginnen. Als Spieler des Spiels wurde Andries Gous ausgezeichnet.
| 24. September Scorecard | Windhoek | Vereinigte Staaten 339-4 (50)           | – | Ver. Arab. Emirate 203 (36.2) |
|                         |          | Vereinigte Staaten gewinnt mit 136 Runs |   |                               |

Die Vereinigten Arabischen Emiraten gewannen den Münzwurf und entschieden sich als Feldmannschaft zu beginnen. Als Spieler des Spiels wurde Milind Kumar ausgezeichnet.
| 26. September Scorecard | Windhoek | Ver. Arab. Emirate 190 (43.2) | – | Namibia 194-2 (28.5) |
|                         |          | Namibia gewinnt mit 8 Wickets |   |                      |

Namibia gewann den Münzwurf und entschied sich als Feldmannschaft zu beginnen. Als Spieler des Spiels wurde Michael van Lingen ausgezeichnet.

## Namibia Tri-Nation Series 2024/25 (Twenty20)

### Stadion
Als Austragungsort wurde das folgende Stadion ausgewählt.
| Stadion                  | Stadt    | Kapazität |
| ------------------------ | -------- | --------- |
| Wanderers Cricket Ground | Windhoek |           |

### Format
In einer Gruppe spielt jede Mannschaft gegen jede andere zwei Mal. Für einen Sieg gibt es zwei, für ein Unentschieden oder No Result einen Punkt.

### Kaderlisten
Die Kader werden kurz vor dem Turnier bekanntgegeben.
| ODI | ODI | ODI |
| Namibia | Ver. Arab. Emirate | Vereinigte Staaten |
| --- | --- | --- |
| - Gerhard Erasmus (K) - Jan Balt - Peter-Daniel Blignaut - Jack Brassell - Alexander Busing-Volschenk - Jan-Izak de Villiers - Shaun Fouché - Jan Frylinck - Zane Green (wk) - Jean-Pierre Kotze (wk) - Malan Kruger - Dylan Leicher - Jan Nicol Loftie-Eaton - Tangeni Lungameni - Bernard Scholtz - Ben Shikongo - JJ Smit | - Muhammad Waseem (K) - Rahul Bhatia - Rahul Chopra (wk) - Muhammad Farooq - Syed Haider (wk) - Basil Hameed - Muhammad Jawadullah - Aayan Afzal Khan - Asif Khan - Ali Naseer - Junaid Siddique - Omid Shafi Rahman - Alishan Sharafu - Aryansh Sharma (wk) - Vishnu Sukumaran | - Monank Patel (K, wk) - Jessy Singh (VK) - Ayan Desai - Juanoy Drysdale - Andries Gous (wk) - Shayan Jahangir (wk) - Nosthush Kenjige - Milind Kumar - Nitish Kumar - Yasir Mohammad - Saiteja Mukkamalla - Abhishek Paradkar - Smit Patel (wk) - Shadley van Schalkwyk - Harmeet Singh - Utkarsh Srivastava |

### Spiele
Tabelle
| Teams              | Sp. | S | N | NR | P | NRR    |
| ------------------ | --- | - | - | -- | - | ------ |
| Ver. Arab. Emirate | 4   | 3 | 1 | 0  | 6 | +1.074 |
| Vereinigte Staaten | 4   | 3 | 1 | 0  | 6 | +0.843 |
| Namibia            | 4   | 0 | 4 | 0  | 0 | −1.996 |

Spiele
| 29. September Scorecard | Windhoek | Ver. Arab. Emirate 245-2 (20)          | – | Namibia 205-8 (20) |
|                         |          | Ver. Arab. Emirate gewinnt mit 40 Runs |   |                    |

Namibia gewann den Münzwurf und entschied sich als Feldmannschaft zu beginnen. Als Spieler des Spiels wurde Muhammad Waseem ausgezeichnet.
| 30. September Scorecard | Windhoek | Vereinigte Staaten 175-9 (20)          | – | Ver. Arab. Emirate 160-8 (20) |
|                         |          | Vereinigte Staaten gewinnt mit 15 Runs |   |                               |

Die Vereinigten Staaten gewannen den Münzwurf und entschieden sich als Schlagmannschaft zu beginnen. Als Spieler des Spiels wurde Saiteja Mukkamalla ausgezeichnet.
| 1. Oktober Scorecard | Windhoek | Vereinigte Staaten 181-4 (20)          | – | Namibia 168-8 (20) |
|                      |          | Vereinigte Staaten gewinnt mit 13 Runs |   |                    |

Die Vereinigten Staaten gewannen den Münzwurf und entschieden sich als Schlagmannschaft zu beginnen. Als Spieler des Spiels wurde Andries Gous ausgezeichnet.
| 2. Oktober Scorecard | Windhoek | Namibia 110-6 (20)                       | – | Ver. Arab. Emirate 111-4 (14.1) |
|                      |          | Ver. Arab. Emirate gewinnt mit 6 Wickets |   |                                 |

Namibia gewann den Münzwurf und entschied sich als Schlagmannschaft zu beginnen. Als Spieler des Spiels wurde Asif Khan ausgezeichnet.
| 4. Oktober Scorecard | Windhoek | Ver. Arab. Emirate 170-5 (20)         | – | Vereinigte Staaten 164 (19.4) |
|                      |          | Ver. Arab. Emirate gewinnt mit 6 Runs |   |                               |

Die Ver. Arab. Emiraten gewannen den Münzwurf und entschieden sich als Schlagmannschaft zu beginnen. Als Spieler des Spiels wurde Basil Hameed ausgezeichnet.
| 5. Oktober Scorecard | Windhoek | Namibia 120-9 (20)                       | – | Vereinigte Staaten 124-4 (15.1) |
|                      |          | Vereinigte Staaten gewinnt mit 6 Wickets |   |                                 |

Namibia gewann den Münzwurf und entschied sich als Schlagmannschaft zu beginnen. Als Spieler des Spiels wurde Milind Kumar ausgezeichnet.

## Namibia Tri-Nation Series 2024/25 (März)

### Format
In einer Gruppe spielt jede Mannschaft gegen jede andere zwei Mal. Für einen Sieg gab es zwei, für ein Unentschieden oder No Result einen Punkt.

### Kaderlisten
Die Mannschaften gaben vor der Tri-Series folgende Kader bekannt.
| ODI | ODI | ODI |
| Namibia | Kanada | Niederlande |
| --- | --- | --- |
| - Gerhard Erasmus (K, wk) - JJ Smit (VK) - Niko Davin - Jan-Izak de Villiers - Shaun Fouché - Jan Frylinck - Zane Green (wk) - Jean-Pierre Kotze (wk) - Malan Kruger - Dylan Leicher - Jan Nicol Loftie-Eaton (wk) - Tangeni Lungameni - Bernard Scholtz - Ben Shikongo - Ruben Trumpelmann | - Nicholas Kirton (K) - Shahid Ahmadzai - Navneet Dhaliwal - Dilon Heyliger - Ajayveer Hundal - Akhil Kumar - Parveen Kumar - Pargat Singh - Shreyas Movva (wk) - Yuvraj Samra - Kaleem Sana - Kanwarpal Tathgur - Harsh Thaker - Saad Bin Zafar | - Scott Edwards (K, wk) - Colin Ackermann - Noah Croes - Bas de Leede - Aryan Dutt - Vivian Kingma - Fred Klaassen - Kyle Klein - Michael Levitt - Zach Lion-Cachet - Teja Nidamanuru - Max O′Dowd - Vikramjit Singh - Timm van der Gugten - Paul van Meekeren |

### Spiele
Tabelle
| Teams       | Sp. | S | N | NR | P | NRR    |
| ----------- | --- | - | - | -- | - | ------ |
| Niederlande | 4   | 2 | 0 | 2  | 6 | +1.216 |
| Kanada      | 4   | 1 | 1 | 2  | 4 | −0.232 |
| Namibia     | 4   | 1 | 3 | 0  | 2 | −0.521 |

Spiele
| 5. März Scorecard | Windhoek | Kanada    | – | Niederlande |
|                   |          | No Result |   |             |

Die Niederlande gewannen den Münzwurf und entschieden sich als Feldmannschaft zu beginnen. Das Spiel wurde auf Grund von Regenfällen abgesagt.
| 7. März Scorecard | Windhoek | Niederlande 159 (39.1/40)                    | – | Namibia 106 (30/40) |
|                   |          | Niederlande gewinnt mit 53 Runs (D/L method) |   |                     |

Namibia gewann den Münzwurf und entschied sich als Feldmannschaft zu beginnen. Als Spieler des Spiels wurde Bernard Scholtz ausgezeichnet.
| 9. März Scorecard | Windhoek | Kanada 167-8 (39/39) / 7/0 (0.3)                   | – | Namibia 174 (39/39) / 3/2 (1) |
|                   |          | Spiel unentschieden (Kanada gewinnt im Super Over) |   |                               |

Kanada gewann den Münzwurf und entschied sich als Schlagmannschaft zu beginnen. Als Spieler des Spiels wurde Navneet Dhaliwal ausgezeichnet.
| 11. März Scorecard | Windhoek | Kanada         | – | Niederlande |
|                    |          | Spiel abgesagt |   |             |

Das Spiel wurde auf Grund von Regenfällen abgesagt.
| 13. März Scorecard | Windhoek | Namibia 148 (44.5)                | – | Niederlande 152-3 (37) |
|                    |          | Niederlande gewinnt mit 7 Wickets |   |                        |

Namibia gewann den Münzwurf und entschied sich als Schlagmannschaft zu beginnen. Als Spieler des Spiels wurde Colin Ackermann ausgezeichnet.
| 15. März Scorecard | Windhoek | Namibia 186 (49)                         | – | Kanada 154 (42/43) |
|                    |          | Namibia gewinnt mit 12 Runs (D/L method) |   |                    |

Namibia gewann den Münzwurf und entschied sich als Schlagmannschaft zu beginnen. Als Spieler des Spiels wurde Gerhard Erasmus ausgezeichnet.

## Twenty20 Internationals zwischen Namibia und Kanada

### Kaderlisten
Die Kader wurden kurz vor der Serie bekanntgegeben.
| Twenty20 | Twenty20 | Twenty20 |
| Namibia | Kanada |          |
| --- | --- | -------- |
| - Gerhard Erasmus (K, wk) - JJ Smit (VK) - Jack Brassell - Niko Davin - Jan-Izak de Villiers - Jan Frylinck - Zane Green (wk) - Handre Klazinge - Jean-Pierre Kotze (wk) - Malan Kruger - Dylan Leicher - Jan Nicol Loftie-Eaton (wk) - Lo-handre Louwrens - Tangeni Lungameni - Bernard Scholtz - Ben Shikongo - Ruben Trumpelmann | - Nicholas Kirton (K) - Shahid Ahmadzai - Dilpreet Bajwa - Navneet Dhaliwal - Dilon Heyliger - Ajayveer Hundal - Aaron Johnson - Akhil Kumar - Parveen Kumar - Shreyas Movva (wk) - Pargat Singh - Ravinderpal Singh - Yuvraj Samra - Kaleem Sana - Kanwarpal Tathgur - Harsh Thaker - Saad Bin Zafar |          |

### Erstes Twenty20 in Windhoek
| 18. März Scorecard | Windhoek | Namibia        | – | Kanada |
|                    |          | Spiel abgesagt |   |        |

Das Spiel wurde auf Grund von Regenfällen abgesagt.

### Zweites Twenty20 in Windhoek
| 19. März Scorecard | Windhoek | Kanada 145-8 (15/15)                       | – | Namibia 146-7 (15/15) |
|                    |          | Namibia gewinnt mit 3 Wickets (D/L method) |   |                       |

Namibia gewann den Münzwurf und entschied sich als Feldmannschaft zu beginnen. Als Spieler des Spiels wurde JJ Smit ausgezeichnet.

### Drittes Twenty20 in Windhoek
| 21. März Scorecard | Windhoek | Namibia        | – | Kanada |
|                    |          | Spiel abgesagt |   |        |

Das Spiel wurde auf Grund von Regenfällen abgesagt.

### Viertes Twenty20 in Windhoek
| 22. März Scorecard | Windhoek | Kanada 42-7 (13/13)                         | – | Namibia 42-0 (2.4/13) |
|                    |          | Namibia gewinnt mit 10 Wickets (D/L method) |   |                       |

Kanada gewann den Münzwurf und entschied sich als Schlagmannschaft zu beginnen. Als Spieler des Spiels wurde JJ Smit ausgezeichnet.

### Fünftes Twenty20 in Windhoek
| 23. März Scorecard | Windhoek | Kanada 142-7 (20)             | – | Namibia 143-2 (15.2) |
|                    |          | Namibia gewinnt mit 8 Wickets |   |                      |

Namibia gewann den Münzwurf und entschied sich als Feldmannschaft zu beginnen. Als Spieler des Spiels wurde Jan Nicol Loftie-Eaton ausgezeichnet.